# Neoaliturus dubiosus
Neoaliturus dubiosus är en insektsart som beskrevs av Matsumura 1908. Neoaliturus dubiosus ingår i släktet Neoaliturus och familjen dvärgstritar. Utöver nominatformen finns också underarten N. d. infirmus.